# Bob Lazar
Robert Scott Lazar (Coral Gabbles, Califòrnia, 26 de gener del 1959), també conegut com a Bob Lazar, és un físic nord-americà que afirma que ha treballat, del 1988 al 1989, com a físic en una àrea denominada S-4, situada prop de Groom Lake, Nevada, i de l'Àrea 51, que segons Lazar servia d'amagatall militar per a l'estudi de platets voladors extraterrestres.

## Biografia
Al novembre del 1989, Lazar va aparèixer en una entrevista especial amb el periodista i investigador George Knapp, a la cadena de televisió de Las Vegas KLAS-TV, per parlar de diversos aspectes de les implicacions del seu treball a S-4. Bob Lazar diu que va ser introduït inicialment per treballar a S-4 per Edward Teller. Les seves tasques consistien en investigacions científiques del sistema de propulsió d'un dels nou platets voladors, com una part general del projecte d'enginyeria inversa en curs que té lloc a S-4.
Des de les primeres observacions, Lazar pensà que els platets voladors eren avions secrets terrestres, els vols de prova dels quals devien haver estat la causa de molts informes d'ovnis. Gradualment, i pels nombrosos documents que havia llegit detingudament i que li havien mostrat a S-4, Lazar arriba a la conclusió que els platets eren d'origen extraterrestre.
Per a la propulsió dels vehicles estudiats a S-4, Bob Lazar afirma que l'element atòmic 115 ununpentium serviria per a combustible nuclear. L'element atòmic 115 o ununpenti es reporta com a proveïdor de font d'energia que pot produir efectes antigravitacionals sota bombardeig amb protons al llarg de la producció d'antimatèria utilitzada per produir energia. El lloc web de Lazar diu que amb l'intens camp d'interacció nuclear forta del nucli de l'element 115 pot ser particularment amplificat. L'efecte resultant seria una distorsió del camp gravitacional proper que permetria el vehicle acurtar immediatament la distància a una destinació determinada.
Lazar explica com va participar en reunions informatives en les quals li descriuen la participació històrica d'éssers extraterrestres en aquest planeta des de fa 10.000 anys. Segons Lazar, els éssers extraterrestres provenen del sistema binari d'estrelles Zeta Reticuli.